# Sokkelund Radio
En af de første lokale radiostationer i Danmark var Sokkelund Radio.
Sokkelund Radio begyndte at sende i 1983 og stoppede sine udsendelser i 2004. Radiostationen var opkaldt efter det gamle Sokkelund Herred. Sokkelund Radio havde sine studier og lokaler i Huset i Magstræde i København og sendte først på 101.7 MHz, senere på 98.9 MHz og senere igen på 91.4 MHz. Frekvensen blev bl.a. delt med Radio Vesterbro, Christianhavns Kanal, Radio Rosa og de sidste år også Radio Karen. 
Sokkelund Radio bestod af flere forskellige redaktioner. Disse var bl.a. Søndags-, Mandags-, DaCapo-, Torsdags-, fredags-, Sokkerocks-, og Latinamerika-redaktionerne, Kvindestemmer, Sort Søndag, Krystalradio, Københavns Hjemløse Radio, natradioredaktionen Støvlestenen og færøsk redaktion - Nærvarp (der dog fra 1995 fik egen sendetilladelse) samt diverse etniske redaktioner (deriblandt en kurdisk).  
Oprindelsen stod en række græsrodsorganisationer for. Mottoet var noget i retningen "Vi vil ha' det hele og vi vil ha' det nu". Radioen var organiseret med kollektiv ledelse, først som en forening - senere som en selvejende institution, men igennem hele radioens historie som en flad organisation - i begyndelsen kaldet "åben brugerstyret græsrodsradio".  
Blandt de personer, der var aktive på radiostationen, var bl.a. Jens Falkentorp, Tine Nielsen, Anne Eggen, Anne-Merethe Møller, Ove Koplev, David Wrubel, Therese Mosegaard, Thomas Egede, Carsten Olesen, Peter Henningsen, Yvonne Harvej, Rikke Knudsen, Peter Møller, Peter Oscar Jainz, Claus Boman, Andreas Jensen, Martin Denker, Gritt Uldall-Jessen, Mahmoud R. Vanti. Da Sokkelund Radio havde flest medarbejdere, var der omkring 100 frivillige medarbejdere tilknyttet. 
Da Sokkelund Radio sendte i døgndrift og havde mange sendetimer, blev det på et tidspunkt i 1980erne så dyrt for radioen med KODA-afgifter, at radioen gik over til kun at bruge KODA-fritaget musik, for eksempel musik, der var ældre end 50 år - blandt andet klassisk, etnisk og hjemmelavet musik. Det skabte i den tid ofte et mildt sagt spændende lydbillede. Sagt om Sokkelund Radio af direktør for KODA Niels Bak: "Sokkelund falder uden for rammerne". 
Første udsendelse var d. 26. maj 1983 og sendetilladelsen blev inddraget d. 16. april 2004.
| Radio | Spire Denne artikel om radio eller radioprogrammer er en spire som bør udbygges. Du er velkommen til at hjælpe Wikipedia ved at udvide den. |